# باتوس الرابع ملك مملكة قورينائية
باتوس الرابع ملك مملكة قورينائية الملقب بالوسيم أو العادل (باليونانية: Βάττος ο Καλός)‏ ولد في حوالي سنة 535 قبل الميلاد وتوفي حوالي سنة 465 قبل الميلاد وحكم من حوالي سنة 515 قبل الميلاد - إلى غاية حوالي سنة 465 قبل الميلاد كان سابع ملك لمملكة قورينائية من سلالة باتيادي.

## النسب
لا يعرف الكثير عن باتوس الرابع، بل تشكك مصادر أخرى بوجود ملك من هذه السلالة بعد أركسيلاوس الثالث من سلالة بيتادـ إلا أن ذكره يأتي في كتاب التاريخ لهيرودت.على الأغلب كان ابن اركسيلاوس الثالث الوحيد من ابنة الوزير الليبي أليزيرالذي شغل منصب حاكم مدينة برقة.

## عهد
حكم باتوس الرابع في أعوام سيطرة الامبراطورية الفارسية على برقة (حوالي 512 قبل الميلاد) ويعد أول يحكم كملك للعميل تحت الإمبراطورية الفارسية. لا يُعرف إلا القليل عن عهده الذي يبدو أنه كان سلميًا. خلال فترة حكمه صدّرت مملكة قورينائية القمح والشعير وزيت الزيتون والسيلفيوم (نبات منقرض الآن له خصائص عطرية وطبية). بعد وفاته دُفن في مقابر عائلة والده، وخلفه ابنه أركسيلاوس الرابع.